# Félix Van Merris
Félix Eugène Marie Corneille Van Merris, né le 22 octobre 1855 à Poperinge et décédé le 29 août 1918  à Lisieux est homme politique belge flamand, membre du parti catholique.
Il fut candidat en philosophie et lettres (KUL, 1879) et en sciences politiques et administratives (1880). Il fut élu conseiller communale à Poperinge, puis échevin (1888) et bourgmestre (1904); conseiller provincial de la province de Flandre-Occidentale (1892-1896) et député de l'arrondissement d'Ypres (1896-1918).

## Généalogie
- Il est le fils de Juste (1818-1870) et Sylvie Van Renynghe de Voxvrie (1815-1887).
- Il épousa en 1883 Marguerite Beckers (1861-1930);
  - Ils eurent 11 enfants: Charles (1884-1958), Paul (1885-1943), Auguste (1886-1951), Augusta (1886-1960), Marie-Antoinette (1887-1966), Étienne (1889-1950), Sébastienne (1890-1955), Geneviève (1891-1956), André (1893-1893), Pierre (1893-1894), Germaine (1896-1974).

## Sources
- sur ODIS